# Carmen Yazalde
Carmen Yazalde  (Gonçalo, Guarda, Portugal; 15 de febrero de 1950) cuyo nombre de nacimiento es María do Carmo Ressurreição de Deus, es una modelo y actriz portuguesa que tuvo una extensa carrera tanto en su país natal como en Argentina.

## Biografía
Creció en una familia pobre de ocho hijos, muchos de los cuales murieron en la infancia, dando sus primeros pasos en el mundo del espectáculo como bailarina folclórica. A los 17 años fue descubierta por Vasco Morgado, propietario de cinco teatros, haciendo su debut en el Teatro Monumental.
Fue Miss Fotogenia Portugal. También transitó una breve carrera como actriz en películas de exploitation dirigidas por Jess Franco, usando el nombre de Britt Nichols. Se casó en 1973 con Héctor Casimiro Yazalde, un futbolista argentino que saltó a la fama en Independiente y Sporting Clube de Portugal. Cuando este abandonó el fútbol europeo, se radican definitivamente en Argentina junto a Carmen en el año 1977, donde emprendió una exitosa y extraordinariamente larga carrera como modelo, adoptando el nombre de Carmen Yazalde.
Trabajó en grandes y lujosos desfiles nacionales e internacionales junto a otras compañeras de la época como Teté Coustarot, Patricia Miccio, Anamá Ferreyra, Teresa Calandra, Adriana Costantini y Mora Furtado.
En la década de los ´80 hizo numerosas publicidades como la los productos comestibles Mendinet junto al periodista Juan Carlos Pérez Loizeau.
En 1984 participó en un cameo de la comedia Los reyes del sablazo, protagonizadas por Alberto Olmedo, Jorge Porcel, Luisa Albinoni y Susana Traverso.
En 1999 participó en Todo por dos pesos, en un scketch jugando al Jenga de Cigarrillos.
En el 2004 condujo su programa de estética llamado Salud y belleza.
En el 2009 y el 2012 participó en el programa Caiga quien caiga (CQC).

## Filmografía
Cine
- 1972. La noche del terror ciego, de Amando de Ossorio: una joven sacrificada (sin créditos)
- 1972. Les Vierges et l'amour, de Jess Franco : una virgen
- 1972. Une vierge chez les morts-vivants / Christina, princesse de l'érotisme, de Jess Franco: Carmencé (como Britt Nickols)
- 1972. Dracula prisonnier de Frankenstein (o Drácula contra Frankenstein) de Jess Franco: una mujer vampiro
- 1972. Les Expériences érotiques de Frankenstein, de Jess Franco: Madame Orloff
- 1972. La hija de Drácula, de Jess Franco: Luisa Karlstein[8]
- 1972. Les Démons, de Jess Franco: Margaret
- 1974. Los amantes de la isla del diablo, de Jess Franco: Maria (como Brit Nichols)
- 1974. Los mil ojos del asesino, de Juan Bosch
- 1984. Los reyes del sablazo, de Enrique Carreras: maniquí de desfile (como Carmen Yazalde)